# Sint-Benedictus-Jozef-Labrekerk
De Sint-Benedictus-Jozef-Labrekerk is een rooms-katholiek kerkgebouw in de stad Calais.

## Geschiedenis
Deze kerk bevindt zich in de arbeiderswijk tussen het Canal de Marck en het Canal de Saint-Omer. Tot 1907 behoorden de gelovigen tot de Sint-Pietersparochie. Er bestond sedert 1877 een kapucijnenklooster, maar vanwege de secularisering mochten dezen geen onderwijs meer geven en moesten vertrekken. Het bisdom kocht toen het klooster en de kloosterkapel werd een parochiekerk.
Na de Eerste Wereldoorlog mochten ook de kapucijnen terugkomen en in 1921 kwamen ze weer in het klooster. De kapel bleef ten dienste van de parochie staan.
In 1969 verlieten de kapucijnen hun klooster voorgoed. Een aantal beelden en een deel van het kerkmeubilair namen ze mee.

## Gebouw
Het betreft een eenvoudige driebeukige kerk in neoromaanse stijl. Boven het koor bevindt zich een dakruiter.